# Poursay-Garnaud
Poursay-Garnaud is een gemeente in het Franse departement Charente-Maritime (regio Nouvelle-Aquitaine) en telt 238 inwoners (1999). De plaats maakt deel uit van het arrondissement Saint-Jean-d'Angély.

## Geografie
De oppervlakte van Poursay-Garnaud bedraagt 5,2 km², de bevolkingsdichtheid is 45,8 inwoners per km².
De onderstaande kaart toont de ligging van Poursay-Garnaud met de belangrijkste infrastructuur en aangrenzende gemeenten.

## Demografie
Onderstaande figuur toont het verloop van het inwonertal (bron: INSEE-tellingen).